# Павлопольский сельский совет (Никопольский район)
Павлопольский сельский совет (укр. Павлопільська сільська рада) — входит в состав
Никопольского района
Днепропетровской области
Украины.
Административный центр сельского совета находится в 
с. Павлополье.

## Населённые пункты совета
- с. Павлополье
- с. Водяное
- с. Звезда
- с. Ивановка
- с. Маринополь
- с. Приют
- с. Шишкино